# Инглвуд (Пенсилванија)
Инглвуд (енгл. Englewood) насељено је место без административног статуса у америчкој савезној држави Пенсилванија.

## Демографија
По попису из 2010. године број становника је 532, што је 48 (9,9%) становника више него 2000. године.
| Група             | 2000.        | 2010.       |
| Белци             | 484 (100,0%) | 528 (99,2%) |
| Афроамериканци    | 0 (0,0%)     | 2 (0,4%)    |
| Азијати           | 0 (0,0%)     | 0 (0,0%)    |
| Хиспаноамериканци | 0 (0,0%)     | 0 (0,0%)    |
| Укупно            | 484          | 532         |